# Zhongshan, Shanghai
Zhongshan är ett stadsdelsdistrikt i Kina. Det ligger i Songjiang i storstadsområdet Shanghai, i den östra delen av landet, omkring 29 kilometer sydväst om den centrala stadskärnan. Antalet invånare är 98 888. Befolkningen består av 47 633 kvinnor och 51 255 män. Barn under 15 år utgör 9,0 %, vuxna 15-64 år 83 %, och äldre över 65 år 6,0 %.